# The Good Dinosaur
The Good Dinosaur (titulada Un gran dinosaurio en Hispanoamérica y El viaje de Arlo en España) es una película ucrónica de animación estadounidense creada por la productora Pixar Animation Studios y distribuida por Walt Disney Pictures. Fue estrenada el 25 de noviembre de 2015. En 2018, la película de Walt Disney Animation Studios, Ralph Breaks the Internet, aparece el personaje Arlo como una estatua en una escena de la película.

## Argumento
En una historia alterna, hace 65 millones de años, el asteroide que habría causado la extinción de los dinosaurios pasa sobre la Tierra sin provocar desastres.
Millones de años después, los esposos granjeros apatosaurios Henry e Ida tienen tres hijos: Libby, Buck y el pequeño Arlo, quien tiene problemas para adaptarse a la vida de la granja. Mientras que a sus hermanos, tras lograr exitosamente sus tareas asignadas, se les permite "dejar la huella" (una huella de barro en el silo de maíz de la familia), la naturaleza tímida de Arlo le dificulta las tareas. Henry intenta darle a Arlo un sentido de propósito al ponerlo a cargo de proteger su silo, y lo ayuda a tender una trampa. Captura a un niño cavernícola salvaje, pero Arlo no tiene el corazón para matarlo, y lo libera. Decepcionado, Henry toma a Arlo para rastrear al chico, llevándolos a un barranco. Tras perder al cavernícola, Arlo siente miedo y se cae accidentalmente, por lo que su padre decide volver a casa, sin embargo, comienza una tormenta y Henry salva a Arlo de una inundación repentina en la que termina arrastrado y muere.
Sin su padre, Arlo soporta más de la carga de trabajo. Él ve al mismo cavernícola dentro del silo y, culpándolo por la muerte de su padre, lo persigue furioso hasta que ambos caen al río. Arlo no puede nadar y es arrastrado río abajo, donde golpea su cabeza contra una roca y queda inconsciente. Al despertarse, se encuentra lejos de su hogar e intenta sobrevivir por su cuenta, pero queda atrapado cuando una roca le inmoviliza la pierna. Al día siguiente Arlo se despierta y descubre que su pierna ha sido liberada, y el chico cavernícola aparece con comida para él. Luego, él lleva a Arlo a un árbol de bayas, donde esquiva a una gran serpiente, Arlo sorprende e impresiona a un estiracosaurio cercano que quiere mantener al niño. Él obliga a Arlo a competir con él para darle al niño un nombre al que responderá, que Arlo finalmente gana cuando lo llama "Spot". Arlo y Spot se unen cuando Arlo se lamenta de su familia perdida, y Spot revela que sus propios padres están muertos. Más tarde, cuando ocurre una tormenta, Arlo huye con miedo y pierde la orilla del río que ha estado siguiendo a su casa.
A la mañana siguiente, Arlo se despierta para encontrar a Spot a su lado. Son hallados por una banda de pterosaurios, liderados por Thunderclap, que parecen estar llevando a cabo una operación de rescate pero resultan ser salvajemente carnívoros. Cuando los pterosaurios intentan capturar a Spot, Arlo y Spot huyen y encuentran a un par de tyrannosaurus llamados Nash y Ramsey, que los protegen de los pterosaurios. Ellos y su padre Butch han perdido su manada de cuernos largos, por lo que Arlo ofrece la ayuda de Spot para olfatearlos. Localizan la manada, pero Butch reconoce el trabajo de los ladrones de ganado y utiliza Arlo como señuelo. Arlo y Spot atraen la atención de los velociraptores, permitiendo que Butch y su familia ataquen. Durante la pelea, Arlo reúne su coraje y ahuyenta a dos rapaces que han abrumado a Butch, ayudando a cambiar la lucha a su favor. Después de ganarse su respeto, Arlo se une a los Tyrannosaurus para conducir el ganado hacia el sur, cuando ve los picos familiares de su tierra natal en la distancia, y se va con Spot para regresar a casa. En el camino, se encuentran con un hombre de las cavernas salvaje adulto en la distancia, y aunque Spot muestra interés, Arlo lo disuade y continúan.
Cuando se acerca otra tormenta, Thunderclap y los pterosaurios vuelven, atacan y se llevan a Spot. Arlo se enreda en vides, donde tiene una visión de Henry llevándolo a casa. Arlo decide ser valiente y salvar a Spot, haciendo que la visión de su padre se sienta orgulloso antes de que desaparezca. Arlo encuentra y ataca a los pterosaurios, que han acorralado a Spot en el río. Arlo y Spot juntos hacen que Thunderclap y los pterosaurios caigan al agua, donde son arrastrados sin poder hacer nada río abajo. Cuando ocurre otra inundación repentina, Arlo se lanza al agua para rescatar a Spot mientras los dos son arrastrados hacia una cascada. Arlo protege a Spot cuando los dos caen en picado por la caída y lo lleva a la orilla.
Cuando se acercan a la casa de Arlo, los dos nuevamente escuchan la llamada desconocida de un cavernícola, y una familia de hombres se les acerca. Con gran renuencia, Arlo empuja a Spot para que se una a su clase, y los dos comparten un adiós con lágrimas en los ojos.
Arlo finalmente llega a casa con su madre y sus hermanos, y deja su marca en el silo entre los de su madre y su padre tras haber demostrado esfuerzo y valentía en el camino para volver a casa.

## Producción
La producción, en ese entonces sin título, fue revelada al público en agosto de 2011 en la exposición Disney 23, con una fecha de estreno tentativa para el 22 de noviembre de 2013, pero un mes después la fecha fue reemplazada por la del estreno de la película Frozen, de Disney, libremente inspirada en la historia de La reina de las nieves, de Hans Christian Andersen. Este hecho generó que muchos creyeran que la película sin título de dinosaurios iba a llamarse Frozen, pero esto más tarde fue corregido por la propia compañía de Disney. En abril de 2012, Disney anunció el título definitivo (The Good Dinosaur). Inicialmente, la película iba a ser estrenada el 30 de mayo de 2014, sin embargo, tras cambios en la producción, se fijó la fecha de su estreno para el 19 de junio de 2015.
Sobre su inspiración para desarrollar la película, el director Bob Peterson dijo que provenía de su infancia, cuando sus padres lo llevaron a la Feria Mundial de Nueva York de 1964, en donde se asombró por un dinosaurio animatrónico creado por Walt Disney. No obstante, a finales de agosto de 2013, surgieron una serie de insistentes rumores sobre el reemplazo de Bob Peterson, quien trabajaba en la película desde 2009, y que explicarían su falta de presencia en la Disney Expo 23 de 2013, realizada el 9 de agosto de ese año. Dichos rumores fueron confirmados por Ed Catmull el 29 de agosto por medio del periódico New York Times. Antes de decidirse por un reemplazo para Peterson, la cinta estaban siendo supervisada por John Lasseter, Lee Unkrich, Mark Andrews y el codirector Peter Sohn, siendo este último el que se perfilaría como director.
Este no sería el único cambio, pues John Walker abandonó su puesto de productor en este proyecto por Tomorrowland, dirigida por Brad Bird, por lo cual se produjo un replanteamiento de toda la trama y en marzo de 2015, pocos meses antes de su estreno, fue anunciado que el reparto originalmente compuesto por John Lithgow, Frances McDormand, Bill Hader, Neil Patrick Harris, Judy Greer y Lucas Neff, sería sustituido por Raymond Ochoa, Jeffrey Wright, Marcus Scribner, Steven Zahn, Al Buckley, Anna Paquin, Sam Elliott y Jack Bright, conservando solo a Frances McDormand de entre los actores originales.

## Reparto
| Personaje                            | Actor de voz original | Actor de doblaje (Hispanoamérica) (México) | Actor de doblaje (España)                            |
| ------------------------------------ | --------------------- | ------------------------------------------ | ---------------------------------------------------- |
| Arlo                                 | Raymond Ochoa         | Emiliano Ugarte                            | Adrián Mier                                          |
| Henry                                | Jeffrey Wright        | Óscar Bonfiglio                            | Salvador Aldeguer                                    |
| Spot                                 | Jack Bright           | Jack Bright                                | Jack Bright                                          |
| Ida                                  | Frances McDormand     | Rona Fletcher                              | María Antonia Rodríguez                              |
| Libby                                | Maleah Nipay-Padilla  | Susana Moreno                              | Inés De Vega Silvela                                 |
| Buck                                 | Marcus Scribner       | Emilio Treviño                             | Gabriel Sánchez (niño) Juana De Álvaro (adolescente) |
| Shaman, el coleccionista de mascotas | Peter Sohn            | Ramón Bazet                                | José Padilla                                         |
| Estruendo                            | Steve Zahn            | Eduardo Tejedo                             | Ábraham Aguilar                                      |
| Chaparrón                            | Steven Clay Hunter    | Raymundo Armijo                            | José Escobosa                                        |
| Ventarrón                            | Mandy Freund          | Verónica López Treviño                     | Conchi López                                         |
| Butch                                | Sam Elliott           | Sebastián Llapur                           | Juan Mejías Fernández                                |
| Nash                                 | A.J. Buckley          | Abraham Vega                               | Javier Lorca                                         |
| Ramsey                               | Anna Paquin           | Leyla Rangel                               | Gema Carballedo                                      |
| Bubbha                               | David Boat            | Jesse Conde                                | Miguel Zúñiga                                        |
| Lurleane                             | Carrie Paff           | Carla Castañeda                            | Silvia Sarmentera                                    |
| Pervis                               | Calum Grant           | Luis Leonardo Suárez                       | César Capillo Díaz                                   |
| Earl                                 | John Ratzenberger     | Arturo Mercado                             | Alejandro Bravo                                      |

El tema final del lanzamiento japonés fue aportado por Kiroro, y fue una "versión de Mother Earth" recientemente regrabada de su canción "Best Friend".

## Personajes
- Arlo: un Apatosaurus hijo menor de Henry e Ida, intenta matar al cavernícola Spot al principio pero se familiariza con él.
- Spot: un niño cavernícola que viste taparrabos,  causa problemas a la familia de Apatosaurus, cuando se pierde con Arlo también se familiariza con éste. Es muy hábil y roba el maíz que se cosecha.
- Henry: padre de la familia Apatosaurus quien quiere hacer que Arlo evite sus miedos. Muere arrastrado por la creciente sacrificándose por su hijo en una tormenta.
- Ida: madre de la familia Apatosaurus.
- Buck: Es el hermano mayor de Arlo y menor de Libby, quien siempre hace bromas pesadas y se mete con él.
- Libby: Es la hermana mayor de Buck y de Arlo y ayuda a arar la tierra.
- Henrieta: Ena dinogallina del corral, que está en la granja, a la cual Arlo le tiene miedo. Es madre de un dinopollito llamado Eustice.
- Eustice: Un dinopollito hijo de Henrieta de aspecto tierno. Al igual que su madre no habla.
- Henry MalaPata: Una dinogallina a la cual Arlo considera la peor de todas las gallinas. Nunca se ve en el filme pero se la menciona.
- Estruendo, Ventarrón y Chaparrón: Un grupo de pterosaurios carnívoros que buscan comerse a spot
- Butch: Un tyrannosaurus rex padre de Nash y Ramsey.
- Ramsey: Hermana de Nash e hija de Butch, es de corazón fuerte y valiente.
- Nash: El hermano de Ramsey y el hijo de Butch.
- Earl, Booba, Pervis y Lourlean: Un grupo de Velociraptores muy agresivos los cuales quieren quitar el rebaño de cuernilargos a los tyrannosaurus.
- El coleccionista de mascotas: Un Styracosaurus que siempre lleva animales en sus cuernos pues según él lo protegen en el salvaje mundo en el que habitan.

## Recepción
La película recaudó más de 332 millones de dólares con un presupuesto de 175 millones de dólares y que siendo una de las películas menos taquillera de Pixar y también es el primer Fracaso de taquilla de Pixar.
En Rotten Tomatoes la película cuenta con un 75% de críticas positivas, basadas en 220 reseñas con un índice de audiencia promedio de 6.6 sobre 10. El consenso en el sitio afirma: "The Good Dinosaur ofrece una animación bella y emocionante al servicio de una historia digna que, aunque no esté a la altura de los altos estándares establecidos por Pixar, es un entretenimiento encantador para toda la familia". En Metacritic tiene un puntaje de 66 sobre 100, indicando "reseñas generalmente favorables".

## Premios y nominaciones
| Premios                                           | Día de la ceremonia     | Categoría                                                                          | Nominados                                                             | Resultado | Referencias   |
| ------------------------------------------------- | ----------------------- | ---------------------------------------------------------------------------------- | --------------------------------------------------------------------- | --------- | ------------- |
| Globos de Oro                                     | 10 de enero de 2016     | Mejor película de animación                                                        | The Good Dinosaur                                                     | Nominado  | [ 11 ]        |
| Premios Satellite                                 | 21 de febrero de 2016   | Mejor Película, animada o mixtas                                                   | The Good Dinosaur                                                     | Nominado  | [ 12 ]        |
| Premios Annie                                     | 6 de febrero de 2016    | Mejor Película de Animación                                                        |                                                                       | Nominado  | [ 13 ]        |
| Premios Annie                                     | 6 de febrero de 2016    | Logro Sobresaliente en efectos de animación en una producción animada              | John Reisch y Stephen Marshall                                        | Ganador   | [ 13 ]        |
| Premios Annie                                     | 6 de febrero de 2016    | Logro Sobresaliente en animación de personajes en una producción de largometrajes  | Mark C. Harris                                                        | Nominado  | [ 13 ]        |
| Premios Annie                                     | 6 de febrero de 2016    | Logro Sobresaliente en animación de personajes en una producción de largometrajes  | K.C. Roeyer                                                           | Nominado  | [ 13 ]        |
| Premios Annie                                     | 6 de febrero de 2016    | Logro Sobresaliente en Diseño de personajes en una producción animada de funciones | Matt Nolte                                                            | Nominado  | [ 13 ]        |
| Premios Annie                                     | 6 de febrero de 2016    | Logro Sobresaliente en la música en una producción animada de funciones            | Mychael Danna y Jeff Danna                                            | Nominado  | [ 13 ]        |
| Premios Annie                                     | 6 de febrero de 2016    | Logro Sobresaliente en Diseño de Producción en una producción animada de funciones | Harley Jessup, Sharon Calahan, Bryn Imagire, Noah Klocek y Huy Nguyen | Nominado  | [ 13 ]        |
| Premios Annie                                     | 6 de febrero de 2016    | Logro Sobresaliente en Storyboard en una producción animada de funciones           | Bill Presing                                                          | Nominado  | [ 13 ]        |
| Premios Annie                                     | 6 de febrero de 2016    | Logro Sobresaliente en Storyboard en una producción animada de funciones           | Rosana Sullivan                                                       | Nominado  | [ 13 ]        |
| Premios Annie                                     | 6 de febrero de 2016    | Logro Sobresaliente en Storyboard en una producción animada de funciones           | J.P. Vine, Tony Rosenast y Enrico Casarosa                            | Nominado  | [ 13 ]        |
| Austin Film Critics Association Awards            | 29 de diciembre de 2015 | Mejor película de animación                                                        | The Good Dinosaur                                                     | Nominado  | [ 14 ]        |
| San Diego Film Critics Society Awards             | 14 de diciembre de 2015 | Mejor película de animación                                                        | The Good Dinosaur                                                     | Nominado  | [ 15 ] [ 16 ] |
| St. Louis Gateway Film Critics Association Awards | 20 de diciembre de 2015 | Mejor película de animación                                                        | The Good Dinosaur                                                     | Nominado  | [ 17 ]        |
| Online Film Critics Society Awards                | 14 de diciembre de 2015 | Mejor película de animación                                                        | The Good Dinosaur                                                     | Nominado  | [ 18 ]        |

## Música
A principios de 2013 se confirmó que el trabajo de composición de la banda sonora estaría a cargo de Thomas Newman, compositor que creó la música para las películas Buscando a Nemo y WALL·E. Sin embargo, en enero de 2015 se dio a conocer que Newman había sido reemplazado por Mychael Danna.